# Merla dels Usambara
La merla dels Usambara (Turdus roehli) és un ocell de la família dels túrdids (Turdidae).

## Hàbitat i distribució
Habita boscos i vegetació de ribera de les muntanyes nord-est de Tanzània.